# Aloisio Nowy

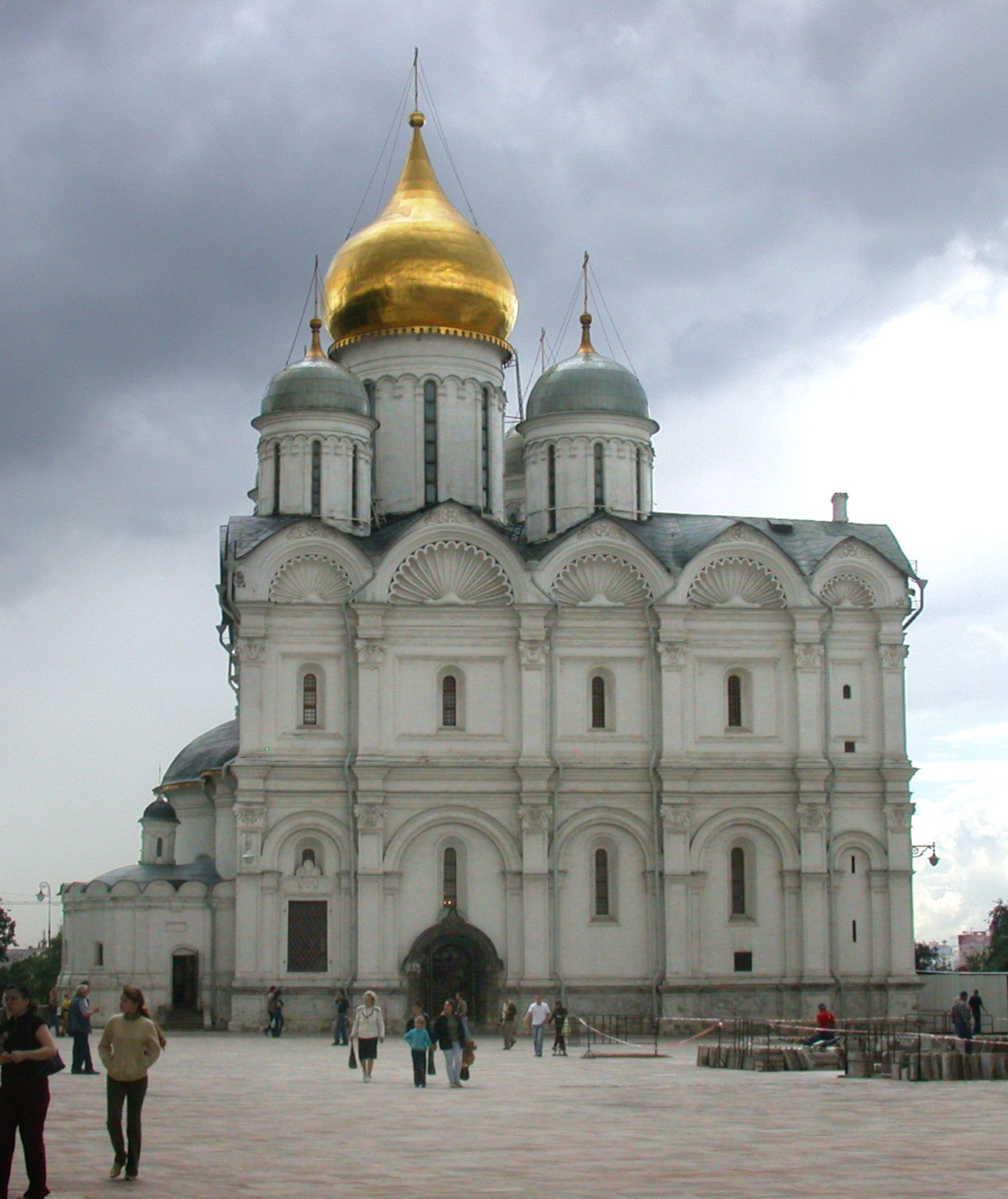
Sobór Archangielski w Moskwie

Aloisio Nowy (ros. Алевиз Новый)  (zm. ok. w 1531 r. w Moskwie) – włoski architekt pracujący w Chanacie Krymskim i Wielkim Księstwie Moskiewskim.

## Życiorys
Jest prawdopodobnie tożsamy z weneckim rzeźbiarzem Alevisio Lamberti da Montagnano. Został zaproszony do Moskwy przez księcia moskiewskiego Iwana III. W drodze do Moskwy został zatrzymany na Krymie przez chana Mengli Gireja. W czasie przymusowego pobytu na Krymie Aloisio rozbudował pałac chanów krymskich w Bakczysaraju.
W 1504 roku ostatecznie dotarł do Moskwy, wyposażony w rekomendację chana. Został nazwany nowym dla odróżnienia od swojego imiennika, Aloisio da Milano.
Jego pierwszą pracą w Moskwie był Sobór Archangielski, miejsce pochówku władców moskiewskich. Ostatni raz jest wzmiankowany w roku 1514, gdy Wasyl III powierzył mu budowę w Moskwie jedenastu cerkwi.